# Neocoronida cocosiana
Neocoronida cocosiana is een bidsprinkhaankreeftensoort uit de familie van de Coronididae. De wetenschappelijke naam van de soort is voor het eerst geldig gepubliceerd in 1972 door Manning.